# Gelata bianca
Gelata bianca (Gelée blanche) è un dipinto olio su tela del pittore francese Camille Pissarro, realizzato nel 1873 e conservato al Museo d'Orsay di Parigi.

## Descrizione
Allontanandosi dai nozionismi aneddotici della pittura di paesaggio, in questo quadro Pissarro raffigura un mattino invernale. Il gelo intirizzisce il contadino, che si avventura per i campi con un fardello sulle spalle, e rende sordo il terreno. Il paesaggio raffigurato è in effetti greve, quasi opprimente, ed aleggia un'atmosfera stagnante, raggelante nella sua immobilità, che intorpidisce la mente e lo spirito: si ha persino la lugubre sensazione che nel paesaggio ritratto l'aria non circoli.
L'opera fu esposta per la prima volta nell'Esposizione degli Impressionisti del 1874: nonostante la registrazione luministica meno sistematica di quella operata da Monet e le pennellate più ampie, infatti, l'opera risponde pienamente alle prescrizioni del gruppo. L'accoglienza che si meritò l'opera fu molto ondivaga: Philippe Burty fu abbastanza indulgente («Un effetto di Gelata bianca, ad opera di Pissarro ricorda l'argomento dei migliori dipinti di Millet»), a differenza del critico Louis Leroy, noto detrattore degli Impressionisti, che si sperticò in critiche feroci e distruttive. Nell'articolo pubblicato il 25 aprile 1874 su Le Charivari, immaginando di accompagnare un pittore pluridecorato alla mostra degli Impressionisti, Leroy stroncò sul nascere la spregiudicata tecnica di quei giovani pittori e sentenziò sprezzante:
(Louis Leroy)